# PalaTerdoppio
Il PalaTerdoppio, in precedenza chiamato Sporting Palace o più semplicemente "Palazzetto del Terdoppio", è un'arena coperta di Novara. Nell'ottobre 2015 si è ufficializzata una nuova denominazione come "PalaIgor Gorgonzola", che prende il nome dallo sponsor della squadra di pallavolo femminile di Novara.
Questo edificio fa parte di un più ampio complesso, l'Impianto Sportivo Comunale del Terdoppio (in precedenza chiamato Sporting Village), che comprende anche una struttura interamente dedicata agli sport acquatici all'aperto e al coperto, con piscina olimpica e tribuna per 1.000 spettatori. Quest'ultimo impianto ha ospitato le Final Four di Coppa Italia di pallanuoto il 18-19 aprile 2008 e il 25-26 aprile 2009, le partite in casa della Pallanuoto Libertas Novara in Serie C e Serie B dal 2008 al 2013 e poi quelle della Waterpolo Novara, oltre a vari eventi di nuoto e nuoto sincronizzato.

## Storia
Il Basket Draghi Novara aveva qui giocato le partite casalinghe della stagione 2007-2008.
Ha ospitato, a partire dalla stagione 2008-2009 fino alla stagione 2011-2012, le partite in casa dell'Asystel Volley, oltre a vari concerti ed eventi extrasportivi. Dalla stagione 2012-2013 ospita le partite casalinghe dell'AGIL Volley.
L'impianto ha ospitato anche:
- le Final Four di Coppa CEV di pallavolo il 14-15 marzo 2009
- le Final Four di Coppa Italia di Legadue di basket il 26-27 febbraio 2011
- il 25-27 maggio 2012 il 15º Campionato Mondiale di Kendo
- il 27-28 febbraio 1º marzo 2015 il Campionato italiano indoor pattinaggio corsa organizzato dall'A.S.D. Vittoria Pattinatori Torino
- dal 29 settembre all'8 ottobre 2016 i Campionati mondiali di pattinaggio artistico a rotelle
- dal 16 al 22 settembre 2024 i Campionati mondiali di hockey su pista

Il 26 marzo 2023 la tribuna 9 del PalaIgor è stata intitolata a Sara Anzanello, che militò a lungo nelle squadre di pallavolo di Novara.